# Universidad de Córdoba (España)
La Universidad de Córdoba (UCO) es una institución pública de educación universitaria ubicada en la ciudad de Córdoba, España. Creada en 1972, hunde sus raíces a través de su Facultad de Veterinaria en el siglo XIX. Oferta estudios de grado y posgrado en humanidades, ciencias sociales, ciencias de la salud, ciencias naturales e ingeniería.

## Historia
Dos siglos de historia avalan la trayectoria de la Universidad de Córdoba, que, fundada como tal en 1972, hunde sus raíces en la Universidad Libre que funcionó en la provincia a finales del siglo XIX y cuenta con estudios centenarios como los de Veterinaria, únicos en Andalucía. Su juventud y sus dimensiones medias -la UCO tiene 21 000 alumnos; algo más de 1200 profesores y 700 trabajadores- la han dotado del dinamismo necesario para ir adaptándose y entrar en el siglo XXI como una Universidad de alta calidad docente y probada solvencia científica.
Los estudios de la UCO van desde las Humanidades y las Ciencias Jurídico-Sociales a las Ciencias de la Salud y las carreras científico-técnicas, tres áreas que se corresponden con su estructuración en tres grandes campus: el jurídico social, integrado en el centro urbano; el de la Salud, al oeste de la capital, y el agroalimentario, científico y técnico de Rabanales, en el área este. Además, la UCO cuenta con la Escuela Politécnica de Belmez, situada a sesenta kilómetros de la capital cordobesa.
El campus de Rabanales constituye la mejor prueba del proceso de modernización que caracteriza a la Universidad. Sus instalaciones dan cabida a la más avanzada infraestructura para la investigación y la docencia, al tiempo que integran toda una serie de servicios complementarios que lo convierten en uno de los complejos docentes más destacados de Andalucía. Rabanales concentra buena parte de la producción científica de la Universidad, situada a la vanguardia de la investigación en la comunidad autónoma andaluza y entre las instituciones investigadoras más relevantes a nivel nacional. Tanto la investigación como la docencia son entendidas en la Universidad de Córdoba como los dos grandes pilares de la institución, siempre con una misma meta: la calidad. A ese objetivo se une el papel protagonista que la UCO está jugando en el desarrollo del Espacio Europeo de Educación Superior. Docencia, Investigación, Calidad y Europa son, por tanto, las máximas que rigen en la actualidad la vida de la Universidad.
La Universidad de Córdoba preside en la actualidad el Campus de Excelencia Internacional Agroalimentario (ceiA3).

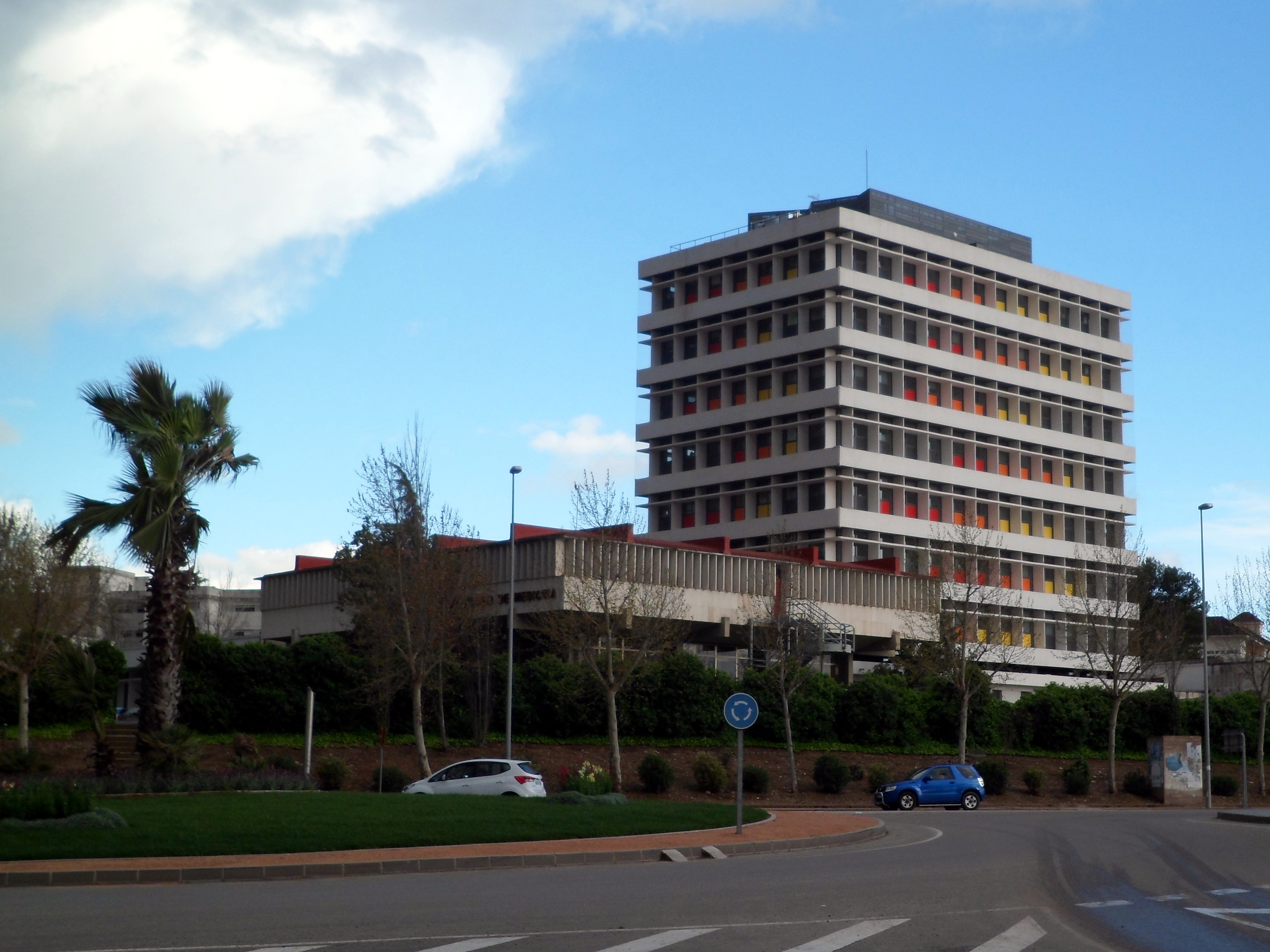
Facultad de Medicina y Enfermería.

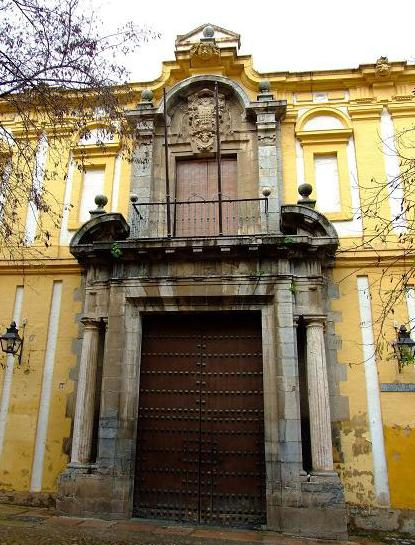
Facultad de Filosofía y Letras.

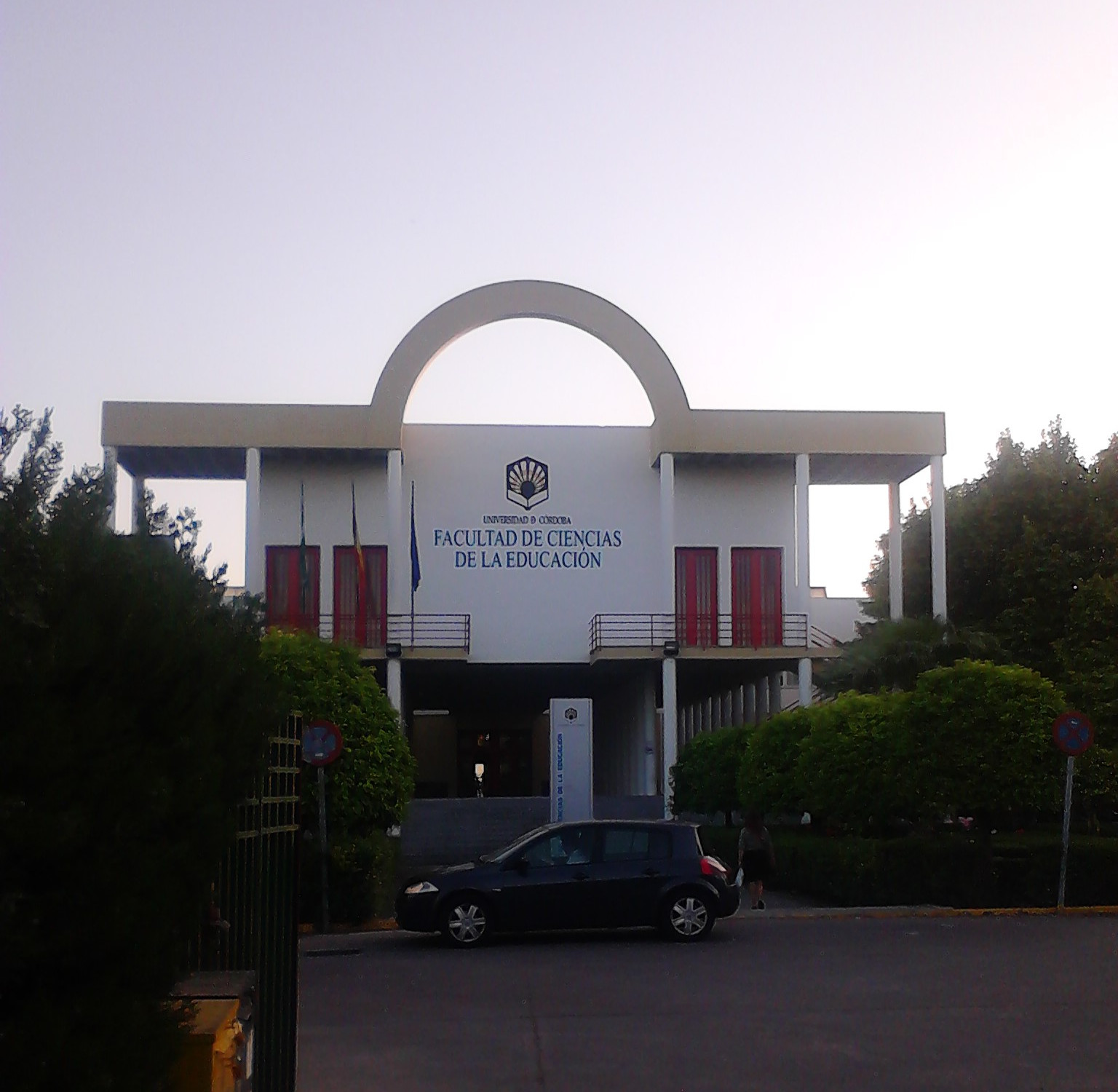
Facultad de Ciencias de la Educación y Psicología.

## Información académica

### Organización

#### Campus Universitario de Rabanales
- Facultad de Veterinaria
- Escuela Técnica Superior de Ingeniería Agronómica y de Montes (ETSIAM)
- Facultad de Ciencias
- Escuela Politécnica Superior de Córdoba (EPSC)

#### Campus de Menéndez Pidal
- Facultad de Medicina y Enfermería
- Facultad de Ciencias de la Educación y Psicología
- Anexo Facultad de Ciencias del Trabajo

#### Campus Centro
- Facultad de Derecho y Ciencias Económicas y Empresariales
- Facultad de Ciencias del Trabajo
- Facultad de Filosofía y Letras
- Centro de Magisterio Sagrado Corazón (centro adscrito)

#### Campus Provincia
- Escuela Politécnica Superior de Belmez
- Centro Universitario Fisidec de Cabra
- Centro Universitario de Desarrollo Agroalimentario de Los Pedroches en Pozoblanco
- Centro de Desarrollo Universitario de Lucena

### Publicaciones
La universidad publica diversos libros y revistas a través de su editorial, UCOPress.

## Centros de investigación
La Universidad de Córdoba cuenta con los siguientes centros de investigación:
- Centro de Documentación Europea
- Centro Experimental Andaluz de Sanidad Animal (CEASA)
- Hospital Clínico Veterinario
- Red Española de Aerobiología
- Hospital Universitario Reina Sofía
- Jardín Botánico de Córdoba
- Instituto Andaluz Interuniversitario de Criminología (IAIC).
- Centro Andaluz de Apicultura[3]
- Instituto Maimónides de Investigación Biomédica de Córdoba (IMIBIC), junto al Hospital Universitario Reina Sofía y la Junta de Andalucía
- Instituto Químico para la Energía y el Medioambiente (IQUEMA)

## Rectores

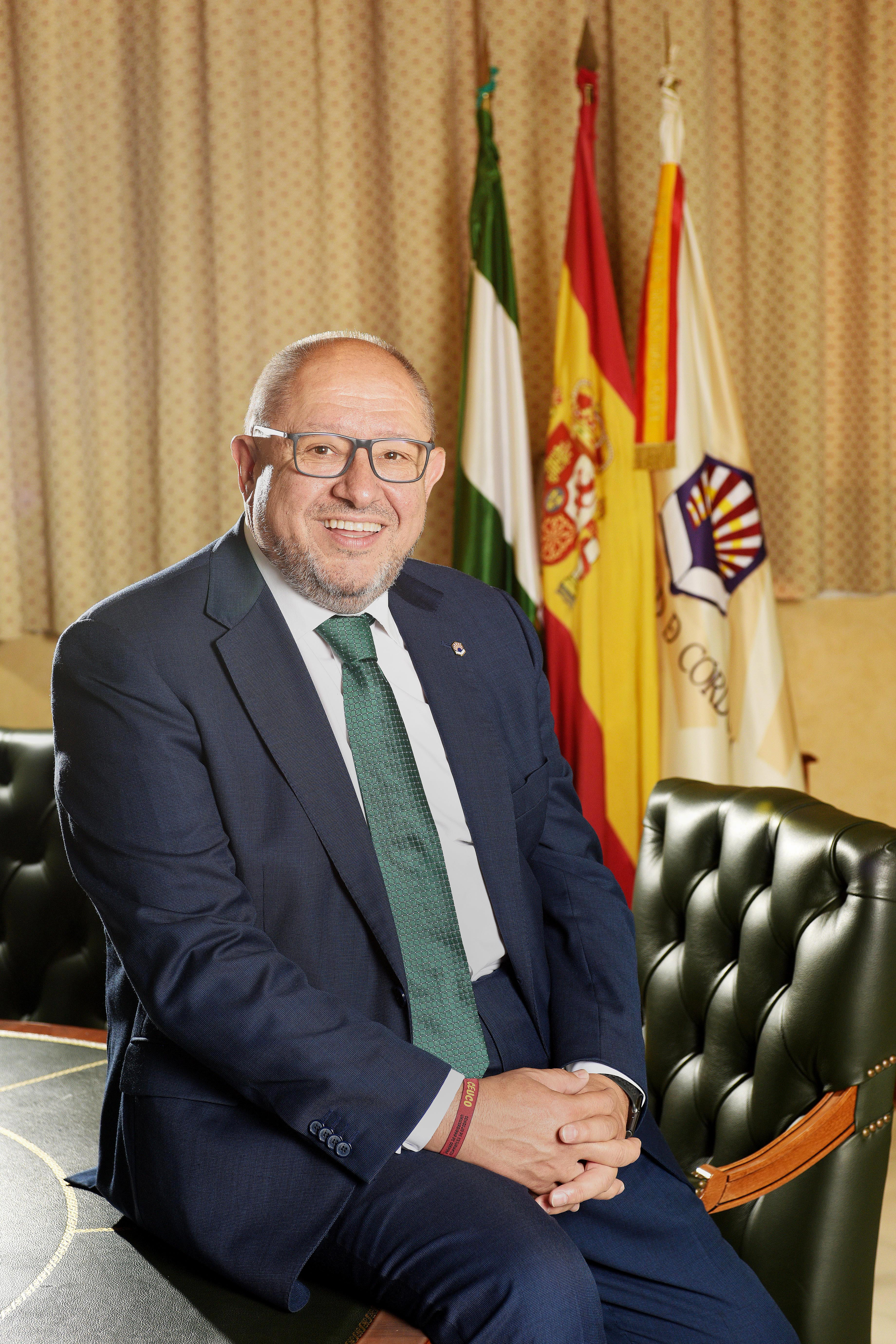
Rector de la Universidad de Córdoba (España) miniaturadeimagen

Los rectores de la Universidad de Córdoba desde su fundación en 1972 han sido:
- Francisco Castejón Calderón (1972 - 1977)
- Alberto Losada Villasante (1977 - 1981)
- José Peña Martínez (1981 - 1984)
- Vicente Colomer Viadel (1984 - 1990)
- Amador Jover Moyano (1990 - 1998)
- Eugenio Domínguez Vilches (1998 - 2006)
- José Manuel Roldán Nogueras (2006 - 2014)
- José Carlos Gómez Villamandos (2014 - 2022)
- Manuel Torralbo Rodríguez (2022 - actualidad)